# Cailloux dans le ciel
Cailloux dans le ciel (titre original : Pebble in the Sky) est un roman de science-fiction de l'écrivain Isaac Asimov publié en 1950.

## Résumé
Joseph Schwartz, tailleur retraité habitant Chicago, est transporté dans un futur très lointain à la suite d'un incident dans un laboratoire. Ignorant où il est, perdu en pleine campagne, il trouve refuge chez un fermier qui le prend pour un simplet, Schwartz ne parlant pas la langue universelle. Il est alors mis à disposition d'un savant, Shekt, qui, étonné par les caractères archaïques de Schwartz, expérimente sur lui son « amplificateur synaptique ». Rapidement les effets se font sentir et Schwartz développe des capacités extra-sensorielles et apprend la langue.
Il découvre alors que la Terre fait partie d'un immense empire galactique formé par les humains, mais alors qu'il pense que la Terre dirige l'Empire, il apprend qu'elle est une planète de type agraire, arriérée et partiellement radioactive, considérée, tout comme ses habitants, comme la lie de l'Empire, une province rebelle où l'Empire a déjà dû mater plusieurs rébellions et où la loi de la sexagésimale sévit : à de rares exceptions, les "vieux" de 60 ans sont euthanasiés. 
Tandis qu'un jeune archéologue de l'Empire, Bel Arvardan, enquête sur une hypothèse selon laquelle l'espèce humaine serait née sur Terre, et s'intéresse à Schwartz comme possible élément du dossier, certains Terriens fomentent un complot qui menace d'exterminer la population de l'Empire au moyen d'un virus auquel les Terriens sont résistants. Aidé par Arvardan, Shekt et la fille de ce dernier, Pola, Schwartz, quoique déchiré entre plusieurs loyautés, réussit à empêcher le complot. Le livre se termine sur une note d'espoir : l'Empire comprend ses erreurs, la Terre sera aidée.

## Position dans l'œuvre d'Asimov
Cailloux dans le ciel est un roman appartenant au cycle de l'Empire qui trouve sa place dans la grande œuvre d'Asimov entre le cycle des robots et le cycle de Fondation.

## Thèmes abordés
Le roman Cailloux dans le ciel aborde les thèmes du racisme à travers le mépris dont font preuve les habitants de l'Empire vis-à-vis des terriens, mais également du risque atomique en présentant une terre radioactive incapable de survivre seule et engendrant une peur exagérée des impériaux. On peut aussi noter les analogies de certains points de l'intrigue avec les difficiles relations entre les juifs et l'Empire romain.
En outre, le thème du voyageur temporel est développé en décrivant le malaise et le questionnement récurrent du héros pour son entourage ; ce dernier devenant de plus en plus lucide, jusqu'à lire dans les pensées d'autrui, voire de manipuler d'autres personnes, grâce à l'amplificateur synaptique.

## Technique littéraire
La partie d’échecs décrite par Asimov dans ce roman est une reprise de celle qui opposa Boris Verlinsky à Grigory Levenfish à Moscou en 1924. La seule modification intervient sur les quelques coups finals où Asimov fait se déplacer le roi blanc vers la seule autre case possible quand il se trouve en position d’échec, terminant le match par le même résultat en un nombre de coups différent.

### Éditions françaises
- Cailloux dans le ciel, traduit de l'américain par Amélie Audiberti, Hachette/Gallimard, Le Rayon fantastique, 1953
- Cailloux dans le ciel, traduit de l'américain par Michel Deutsch, J'ai lu no 552, 1974  (ISBN 2-290-31297-5)